# Lepista trimenii
Lepista trimenii är en fjärilsart som beskrevs av Felder 1874. Lepista trimenii ingår i släktet Lepista och familjen björnspinnare. Inga underarter finns listade i Catalogue of Life.